# Edward John Eyre
Pour les articles homonymes, voir Eyre.
Edward John Eyre né le 5 août 1815 dans le Bedfordshire et mort le 30 novembre 1901 dans le Devonshire est un administrateur colonial anglais au service de la Couronne britannique. D'abord improvisé éleveur de moutons et homme d'affaires ambitieux en quête de fortune facile pendant ses jeunes années en Nouvelle-Galles du Sud, il parvient première fortune faite à consacrer deux années à explorer le sud du continent australien de 1840 à 1842. L'explorateur novice qui a su ensuite narrer, valoriser et écrire ses découvertes mène ensuite une rapide et prometteuse carrière d'administrateur et de juge de paix colonial qui lui donne accès à la gouvernance au sein de l'Empire britannique à l'époque victorienne. Sa gestion de gouverneur fort controversée à la Jamaïque lui vaut un renvoi définitif et sans honneur en 1866, malgré la défense d'un petit groupe d'écrivains et d'hommes de culture britannique, admirateurs de ses prouesses autant littéraires qu'aventureuses.
Plusieurs lieux ont été baptisés de son nom en Australie : le lac Eyre, la péninsule d'Eyre, l'Eyre Creek (en) en Australie-Méridionale et l'Eyre Highway (la principale autoroute entre l'Australie méridionale et l'Australie-Occidentale), ainsi qu'en Nouvelle-Zélande les villages d'Eyreton et de West Eyreton dans la région de Canterbury.

## Jeunesse aventureuse en quête de profit rapide
Eyre est né à Whipsnade, dans le Bedfordshire, en Grande-Bretagne peu avant que sa famille ne s'installe à Hornsea, dans le Yorkshire où il fut baptisé. Ses parents étaient le révérend Anthony William Eyre et Sarah Mapleton. Après avoir fait ses études secondaires à Louth et Sedbergh, il s'exile à Sydney pour ne pas avoir à faire son service militaire ou à aller à l'Université, mais aussi plus sûrement pour y faire fortune le plus vite possible par tous les moyens. Vivant d'expédients et en exploitant la détresse d'anciens forçats, il fait son éducation dans le pays et s'associe avec de riches gentlemen pour de fructueuses spéculations. Un mois avant son 18e anniversaire il peut s'acheter un troupeau de 400 moutons. À la création de l'Australie-Méridionale, il conduit un troupeau de 1000 ovins et de 600 bovins de Monaro en Nouvelle-Galles-du-Sud à Adélaïde où il sait les revendre avec un fort bénéfice.

## Expéditions dans le sud de l'Australie

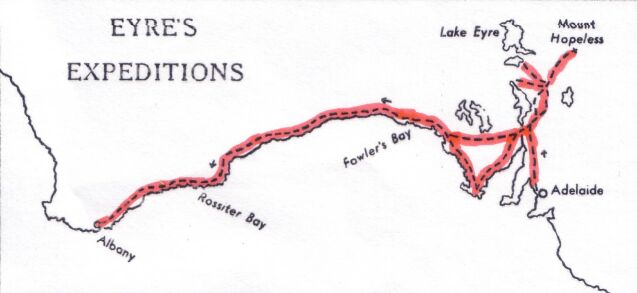
Les expéditions d'Eyre

Tranquillisé par l'argent acquis en 1839, Edward Eyre, opportuniste, se met au service de l'état d'Australie-méridionale sous l'égide de la Couronne britannique et entreprend d'explorer l'intérieur de l'Australie du Sud, menant deux expéditions distinctes, l'une vers le nord jusqu'à la chaîne de Flinders, l'autre vers l'ouest au-delà de Ceduna.
En 1840, il découvre et répertorie rapidement ainsi le lac Torrens puis le lac Eyre, parmi d'autres lacs alors asséchés à l'ouest des Flinders. Présumant une sécheresse permanente de l'intérieur torride, il décide de conduire une exploration vers l'ouest en suivant approximativement le rivage.
Eyre, avec son compagnon aborigène Wylie, fut le premier Européen à parcourir le littoral de la Grande baie australienne et la plaine de Nullarbor par voie terrestre entre 1840 et 1841. Il faisait partie à l'origine de l'expédition dirigée par John Baxter et était accompagné de trois Aborigènes. Deux Aborigènes tuèrent Baxter et partirent avec la plupart du matériel de l'expédition, et Eyre et Wylie survécurent parce qu'ils furent sauvés par un navire français qui, chassant la baleine à Rossiter Bay, sous le commandement du capitaine Rossiter, se trouvait là par hasard. Eyre donna le nom du capitaine à la baie.
En plus d'explorer l'intérieur des terres du Sud en Australie et en Nouvelle-Galles du Sud, Eyre nommé administrateur colonial prétend avoir joué un rôle dans le maintien de la paix et l'entente harmonieuse entre les colons blancs de plus en plus nombreux et les aborigènes le long du fleuve Murray.
En 1845, il publie à Londres ses souvenirs de voyages d'exploration en Australie sous forme de récit, engrangeant une notoriété de l'explorateur modèle et même une célébrité littéraire. Ses écrits furent dès lors des références géographiques incontournables auprès des autorités victoriennes.

## Gouverneur colonial autoritaire
De 1848 à 1853, il joue le rôle de lieutenant-gouverneur de la province de la Nouvelle-Munster en Nouvelle-Zélande, sous la direction de Sir George Grey. Il y favorise l'élevage ovin et épouse Adélaïde Ormond en 1850.
En 1854, il est nommé gouverneur de plusieurs colonies des Caraïbes, en particulier de la Jamaïque entre 1864 et 1866 avant d'être rappelé et démis de ses fonctions par le ministère britannique pour excès de cruauté dans le maintien de l'ordre après une première révolte avortée, en particulier pour avoir planifié une impitoyable répression du mouvement ouvrier noir à l'île Saint-Vincent : en 1865, avec la révolte des anciens esclaves jamaïcains qui craignaient le rétablissement de l'esclavage et qui fit une vingtaine de morts, Edward Eyre instaura la loi martiale et fit exécuter 400 insurgés noirs (dont le leader du mouvement, Paul Bogle. Des citoyens britanniques l'accusent aussi de meurtres et d'assassinats prémédités. Cela a suscité une vive controverse en Grande-Bretagne, au cours de laquelle Charles Dickens prit la défense d'Eyre. Blanchi par la justice de par son ancienne fonction prestigieuse, sa fin de vie bourgeoise et conventionnelle redevient ensuite banale et obscure.